# B’nai B’rith (Izrael)
B’nai B’rith Israel (B’nai B’rith – Loża Izrael) – międzynarodowa żydowska organizacja założona w Izraelu 26 maja 1888 w Jerozolimie, będąca filią międzynarodowych stowarzyszeń B’nai B’rith.

## Historia
Izraelska loża B’nai B’rith powstała w 1888 w Jerozolimie z inicjatywy dziesięciu osób – między innymi: dr Zeev Wilhelma Hertzberga, rabina Abrahama Mosesa Luncz, Eliezera ben Jehudy, Davida Yellina i Izraela Dov Frumkina. Była to pierwsza żydowska organizacja w Palestynie, w której na wszystkich spotkaniach posługiwano się językiem hebrajskim. Zakładała hebrajskie szkoły i biblioteki. Otwarcie występowała przeciwko nadużyciom władz tureckich, usiłujących ograniczać imigrację żydowską oraz sprzedawać żydowskie majątki.
Po powstaniu w 1948 niepodległego państwa Izrael, B’nai B’rith prowadziła akcje upamiętniania ofiar Holocaustu poprzez sadzenie lasów (między innymi 6 milionów drzew przy Beit Szemesz). W 1956 B’nai B’rith w znacznym stopniu przyczyniła się do założenia miasta Aszdod. Przez długi czas główna ulica miasta nosiła nazwę tej organizacji.

## Działalność
Jednym z priorytetów B’nai B’rith jest ochrona interesów Izraela na arenie międzynarodowej i utrzymywanie kontaktów pomiędzy Żydami żyjącymi w diasporze a Żydami w Izraelu. Anti-Defamation League aktywnie walczy z antysemityzmem. Razem z American Israel Public Affairs Committee (AIPAC) realizuje projekt podróży młodych amerykańskich Żydów do Izraela, podczas których pracują oni w kibucach i uczą się w izraelskich szkołach.
W Izraelu B’nai B’rith koncentruje swoją działalność na utrzymywaniu szkół "Hoap le-noap", w których uczą się nowo przybyli imigranci. Poza tym organizacja prowadzi liczne konferencje, seminaria, wykłady oraz publikuje liczne opracowania i informacje dla potrzeb społeczności żydowskich na całym świecie.

## Członkostwo
Członkiem może zostać osoba fizyczna, która ma i deklaruje tożsamość żydowską, świecką bądź religijną, opartą na pochodzeniu żydowskim (z ojca lub matki) lub na konwersji na judaizm.